# EA–18G Growler
Az EA–18G Growler harcászati rádióelektronikai lefogó repülőgép, melyet az F/A–18E/F Super Hornet felhasználásával hoztak létre az Amerikai Haditengerészet igényeinek megfelelően, az EA–6B Prowler leváltására. Avionikai rendszereit szintén a Northrop Grumman fejleszti, mint a Prowlernek. Elektronikai harcászati képessége annál fejlettebb, két fővel kevesebb személyzettel képes több feladatot ellátni egyazon időben.
A típust egyelőre az Amerikai Haditengerészet alkalmazza, az ausztrál kormánnyal vásárlási szerződés van előkészítve. Első éles bevetését a líbiai repüléstilalmi zóna felállítása idején teljesítette.